# Raffaele Ametrano
Raffaele Ametrano (né le 15 février 1973 à Castellammare di Stabia en Campanie) est un ancien joueur et désormais entraîneur de football italien.

## Palmarès

### Club
- Serie B (2) :

Udinese : 1994-95.
Messina : 2003-04.
- Coupe intercontinentale (1) :

Juventus : 1996.
- Serie C1 : 2

Avellino : 2004-05 et 2006-07.
- Serie C2: 1

Juve Stabia : 2009-10.

### Sélection
- Championnat d'Europe espoirs (1) :

1996.